# Jim Johnson (Eishockeyspieler, 1962)
Jim Johnson (* 9. August 1962 in New Hope, Minnesota) ist ein ehemaliger US-amerikanischer Eishockeyspieler und derzeitiger -trainer. Während seiner von 1985 bis 1998 andauernden Profikarriere absolvierte der Verteidiger über 800 Spiele in der National Hockey League für die Pittsburgh Penguins, Minnesota North Stars, Dallas Stars, Washington Capitals und Phoenix Coyotes. Mit der Nationalmannschaft der USA gewann er beim Canada Cup 1991 die Silbermedaille. Von Juni 2015 bis April 2018 fungierte Johnson als Assistenztrainer bei den Edmonton Oilers.

## Karriere

### Als Spieler
Jim Johnson spielte in seiner Jugend für die St. Paul Vulcans in der United States Hockey League, bevor er von 1981 bis 1985 die University of Minnesota Duluth besuchte. Dort machte er einen Abschluss in Kommunikationswissenschaften und lief parallel für deren Eishockey-Team auf, die Bulldogs. Mit der Mannschaft gewann er 1984 und 1985 die Meisterschaft der Western Collegiate Hockey Association, wurde allerdings in keinem NHL Entry Draft berücksichtigt. Erst nach der Teilnahme an der Weltmeisterschaft 1985 erhielt der Abwehrspieler zahlreiche Angebote aus der National Hockey League (NHL) und schloss sich in der Folge im Juni 1985 den Pittsburgh Penguins an.
In Pittsburgh etablierte sich Johnson schnell als defensiv orientierter Verteidiger und erreichte bereits in der Saison 1986/87 mit 30 Scorerpunkten in 80 Spielen seine beste persönliche Statistik. Nach etwas mehr als fünf Jahren und über 450 absolvierten NHL-Spielen gaben ihn die Penguins im Dezember 1990 samt Chris Dahlquist an die Minnesota North Stars ab und erhielten im Gegenzug Larry Murphy und Peter Taglianetti. In seiner Heimat Minnesota war Johnson in der Folge nur zwei Spielzeiten aktiv, bis das Franchise 1993 nach Dallas umzog und fortan als Dallas Stars firmierte. Die Stars jedoch transferierten den US-Amerikaner im März 1994 zu den Washington Capitals, die im Gegenzug Alan May und ein Siebtrunden-Wahlrecht im NHL Entry Draft 1995 nach Dallas schickten. In Washington spielte der Verteidiger zwei volle Saisons, bevor sein auslaufender Vertrag nach der Spielzeit 1995/96 nicht verlängert wurde.
In der Folge unterzeichnete Johnson im Juli 1996 als Free Agent einen Vertrag bei den Phoenix Coyotes. In deren Trikot zog er sich im November 1997 eine Kopfverletzung zu, aufgrund derer er kein NHL-Spiel mehr absolvierte und seine aktive Karriere schließlich im Juli 1998 für beendet erklärte. Insgesamt hatte er dabei in 880 Spielen 207 Scorerpunkte erzielt.

#### International
Auf internationalem Niveau vertrat Johnson die Nationalmannschaft der USA bei den Weltmeisterschaften 1985, 1986, 1987 und 1990, wobei die Auswahl jeweils die Medaillenränge verpasste. Beim Canada Cup 1991 gewann der Verteidiger allerdings die Silbermedaille mit dem Team USA.

### Als Trainer
Nach seinem Karriereende ließ sich Johnson im Großraum Phoenix nieder und war dort vor allem im Juniorenbereich als Trainer tätig, so gründete er sein eigenes Ausbildungsprogramm und entwarf mit anderen früheren NHL-Spielern eine Website für Trainingsmethoden im Junioren-Eishockey. Zudem fungierte er in dieser Zeit als Assistenztrainer beim USA Hockey National Team Development Program sowie in gleicher Position interimsweise für die Phoenix Coyotes. Später war er von 2008 bis 2010 für die Tampa Bay Lightning in verschiedenen Funktionen tätig, so betreute er auch deren Farmteam aus der American Hockey League, die Norfolk Admirals, zeitweise als Cheftrainer. Nach einem einjährigen Hiatus sowie einer kurzen Periode im Trainerstab des HC Lugano wurde er im November 2011 als neuer Assistenztrainer der Washington Capitals vorgestellt.
Anschließend wechselte Johnson zur Saison 2012/13 in gleicher Funktion zu den San Jose Sharks, wo er fortan unter Todd McLellan tätig war. Nach drei Jahren in San Jose wurde der Trainerstab im April 2015 entlassen und nur zwei Monate von den Edmonton Oilers eingestellt, sodass Johnson weiterhin mit McLellan (und Jay Woodcroft) zusammenarbeitete. Nach der Saison 2017/18 wurden alle Assistenztrainer in Edmonton von ihren Pflichten enthoben.

## Erfolge und Auszeichnungen
- 1984 Broadmoor-Trophy-Gewinn mit der University of Minnesota Duluth
- 1985 Broadmoor-Trophy-Gewinn mit der University of Minnesota Duluth
- 1991 Silbermedaille beim Canada Cup

## Karrierestatistik

### International
Vertrat die USA bei:
| - Weltmeisterschaft 1985 - Weltmeisterschaft 1986 - Weltmeisterschaft 1987 | - Weltmeisterschaft 1990 - Canada Cup 1991 |

(Legende zur Spielerstatistik: Sp oder GP = absolvierte Spiele; T oder G = erzielte Tore; V oder A = erzielte Assists; Pkt oder Pts = erzielte Scorerpunkte; SM oder PIM = erhaltene Strafminuten; +/− = Plus/Minus-Bilanz; PP = erzielte Überzahltore; SH = erzielte Unterzahltore; GW = erzielte Siegtore; 1 Play-downs/Relegation; Kursiv: Statistik nicht vollständig)

## Persönliches
Johnson ist verheiratet und Vater zweier Kinder. Sein Sohn Derik Johnson ist ebenfalls professioneller Eishockeyspieler, kam dabei allerdings bisher nur in Minor Leagues zum Einsatz.